# لرمونتوف
لرمونتوف (بالروسية: Лермонтов) هي إحدى مدن روسيا في الكيان الفدرالي الروسي ستافروبول كراي
ويقع على سفح الجبل ليرمونتوف.
وكان عدد السكان 22,964 نسمة في عام 2002.

## أعلام
- يفغيني فورونوف